# Acantholimon antilibanoticum
Acantholimon antilibanoticum är en triftväxtart som beskrevs av Paul Mouterde. Acantholimon antilibanoticum ingår i släktet Acantholimon och familjen triftväxter. Inga underarter finns listade i Catalogue of Life.